# Caenopithecus
Caenopithecus — рід жилоподібних приматів, що жили в Європі в середньому еоцені.